# Абу Јусуф ел Турки
Умит Јашар Топрак (рођен око 1976 — Идлиб , 24. септембар 2014), такође познат као Абу Јусуф ел Турки, био је снајпер у фронту Ел Нусра који је водио операције у Сирији и Либану. Турског је порекла и живео је у турском граду Бурси где је имао је петоро деце.
Убијен је током низа вадушних напада против циљева ИСИС у Сирији, где је обучавао снајпере.